# Брэдли, Шон
Шон Пол Брэдли (англ. Shawn Bradley; родился 22 марта 1972 года, в Ландштуле, ФРГ) — бывший американский и немецкий баскетболист, центровой. За карьеру выступал в трёх командах НБА: «Филадельфия Севенти Сиксерс», «Нью-Джерси Нетс» и «Даллас Маверикс». Был выбран на драфте НБА 1993 года командой «Филадельфия Севенти Сиксерс» под общим вторым номером. Выступал в НБА до 2005 года. С ростом 229 см занимает четвертое место в списке самых высоких баскетболистов в истории НБА.

## Карьера

### Школа и колледж
С 1987 по 1990 год Брэдли выступал за среднюю школу Эмери. Он был одним из самых талантливых игроков в баскетбол в средних школах штата Юта с результатом 20,3 очка, 11,5 подборов и 5,4 блок-шота за матч. Во время его выступлений за Эмери команда дважды становилась чемпионом штата и установила рекорд по соотношению побед и поражений 68-4. Шон трижды становился участником Матча всех звёзд и дважды получал награду MVP по итогам сезона. В последнем сезоне за школу игрок набирал в среднем 25 очков, 17 подборов и 9 блок-шота за матч. Несколько спортивных изданий называли его в числе сборной All-American, включая национальные — Dick Vitale, McDonald’s, Parade Magazine, Street and Smith, USA Today и ряд других. Особенно Шону удался матч в рамках матча McDonald’s All-American (12 очков, 10 подборов и 6 блок-шота), что принесло ему титул MVP сборной Запада. По состоянию на 2011 год Шону Брэдли по-прежнему принадлежит рекорд штата по количеству блок-шотов в одном матче (17), в сезоне (208) и карьере (506).
Брэдли пытались заполучить в состав многие колледжи в США, однако в итоге он стал выступать за Университет Бригама Янга. В дебютном сезоне (1990-91) Брэдли сыграл 34 матча со средними показателями 14,8 очка и 7,7 подбора. Однако, в основном он преуспел в блок-шотах: Брэдли лидировал по количеству блок-шотов в рамках всех команд США (177), а также по средним показателям за матч (5,2). Данные показатели являлись рекордом для новичков NCAA. В матче против университета Восточного Кентукки Брэдли блокировал 14 бросков соперника, обновив рекорд NCAA для одного матча (предыдущий был поставлен в 1986 года другим выдающимся игроком, Дэвидом Робинсоном, представляющим Военно-морскую академию США). В этом же матче Шон установил личный рекорд по результативности, набрав 29 очков.
В этом же сезоне Университет Бригама Янга продолжил выступать в турнире NCAA, а игрок — доминировать под кольцами. В первом раунде в матче против Виргинии Брэдли установил рекорд турнира для одной игры, заблокировав 10 бросков соперника, а «Кугарс» победили со счётом 61-48. Однако во втором раунде игрок набрал максимум фолов, а команда проиграла Аризоне 76-61.
Как выдающийся новичок сезона, Брэдли получил несколько наград. Он был назван Новичком года в Западной Конференции, а также попал в сборную защиты Запада и получил приглашение в команду новичков. Associated Press также включила его в состав All-American.
По окончании сезона игрок бросил учёбу и занялся миссионерством от Церкви последних дней. После двухлетней миссии в Австралии игрок решил не возвращаться в колледж, а сразу же принять участие в драфте 1993 года.

### Профессиональная карьера

#### «Филадельфия Севенти Сиксерс»
Выступления Брэдли на профессиональной арене сразу же привлекли к себе внимание, а игрок стал едва ли не самым обсуждаемым игроком драфта 1993 года. Осуждались в основном его антропометрические данные: критики апеллировали к небольшому весу при его росте и нехватке опыта (один сезон на уровне колледжей, за которым последовало два года миссионерской миссии), сторонники отмечали его атлетизм, который позволял доминировать на своей позиции. В итоге, на драфте Брэдли был выбран под вторым номером командой «Филадельфия Севенти Сиксерс». Первым номером драфта стал Крис Уэббер, третьим — Анферни Хардуэй. Так как рост игрока составлял 7 футов и 6 дюймов, «Филадельфия» предложила игроку 76-й номер.
Руководство «Филадельфии» сделало ставку на развитие основных навыков своего «большого». В команду был включен легендарный «большой» Мозес Мэлоун, который должен был заниматься с Брэдли. Кроме того, команда наняла опытного консультанта, тренера по физподготовке Пэта Кроце и патентованного диетолога для долгосрочного сотрудничества. Дебютный сезон в НБА (1993-94) получился противоречивым. В первой игре Брэдли набрал всего 6 очков и совершил 5 подборов, а затем был заменен на Мэлоуна, который и привёл команду к победе. Однако, за 25 минут на площадке игрок также блокировал 8 бросков соперника.
В этих показателях отразилась вся его дальнейшая карьера — при относительно небольшом количестве очков и подборов Брэдли блестяще ставил блок-шоты. В среднем за дебютный сезон его показатели составили: 10,3 очка 6,2 подбора и 3 блок-шота, что позволило ему попасть в число лучших новичков сезона. Однако достаточно низким был процент попаданий с игры (40,9), игрок страдал от большого количества потерь и набранных фолов. В феврале, в столкновении с игроком «Портленда» Харви Грантом Брэдли получил травму коленной чашечки и был вынужден закончить сезон.
Во втором сезоне Брэдли выступал более удачно, принял участие во всех 82 играх за «Филадельфию». Показатель набранных очков немного снизился (до 9,5 очков за матч), однако количество подборов и блок-шотов возросло. Он отразил 274 броска соперников, что стало рекордом для команды за сезон за всю её историю. В ноябре, в матче против «Клипперс» Брэдли раскрылся и набрал лучший показатель в карьере — 28 очков и 22 подбора, а его команда одержала победу со счётом 97-83. Также он набрал лучший в карьере показатель по блок-шотам (9). Во второй половине сезона игрок выступал ещё удачнее, сделав 13 дабл-даблов в 17 матчах.

#### «Нью-Джерси Нетс»
Несмотря на свои достижения, игра Брэдли не была стабильной. В итоге, после 12 матчей в третьем сезоне за «Филадельфию» эксперимент под названием «Шон Брэдли» в этой команде был закончен, и клуб продал его в «Нью-Джерси Нетс» в обмен на Деррика Колмана.
Брэдли отыграл все оставшиеся 67 матчей сезона за «Нетс», особенно ему удалась вторая половина сезона, которая принесла ему уважение фанатов. В феврале Брэдли встретился на площадке с ещё одним высокорослым игроком, Георге Мурешаном, в котором не переиграл центрового «Вашингтона», а его команда одержала победу со счётом 99-81. Брэдли набрал рекордные в сезоне 27 очков, совершил 9 подборов и 4 блок-шота.
В марте 1996 года Брэдли обновил показатели, сначала набрав лучшие в карьере 32 очка в матче против «Даллас Маверикс», а затем 10 блок-шотов в игре против «Финикс Санз». Уже в следующей игре игрок записал на свой счёт первый в карьере трипл-дабл, набрав 19 очков, 17 подборов и лучший показатель в карьере по блок-шотам — 11. В этом матче «Нетс» вновь встречались с Мурешаном и его «Вашингтоном».
В апреле Брэдли набрал два трипл-дабла подряд (в матчах против «Бостона» и «Торонто»). Он стал первым игроком в истории НБА, который в двух матчах подряд набрал двузначное количество блок-шотов в течение одного сезона. Средние показатели в сезоне 1995-96 составляли 11,9 очка, 8,1 подборов и 3,7 блок-шота за матч — лучший в карьере показатель.
Сезон 1996-97 для «Нетс» начался со смены руководства — новым главным тренером в межсезонье стал Джон Калипари, а генеральным менеджером вместо Уиллиса Рида стал Джон Нэш. Если Рид верил в талант игрока, то Калипари и Нэш относились к нему достаточно прохладно. Для того, чтобы немного сэкономить, «Нетс» продали своего «большого» (вместе с «большим» контрактом) в «Даллас». Сделка была осуществлена в середине сезона и в ней приняли участие сразу девять игроков.

#### «Даллас Маверикс»
«Новый старт» получился у Брэдли уже в новой команде. Во время игры за «Даллас» Шон установил несколько рекордов за карьеру игрока. В матче против «Клипперс» Брэдли набрал 32 очка — наивысшее достижение по результативности для центрового в истории «Маверикс». В этом же матче он набрал лучшее достижение за сезон по количеству совершенных подборов — 16. Сезон игрок закончил с результатом в 13,2 очка и 8,4 подбора в среднем за игру, тем самым перекрыв достижения предыдущего сезона. Однако намного важнее тот факт, что Брэдли заметно улучшил свои навыки игры в защите, особенно под щитом, чего «Далласу» не хватало на протяжении предыдущих сезонов. В итоге Брэдли закончил сезон с лучшим результатом в лиге по количеству заблокированных бросков соперника, делая 3,4 блок-шота в среднем за матч. Он стал первым в истории «Маверикс» игроком, который лидировал бы по какому-либо показателю в НБА.
Однако Брэдли продолжал отличаться нестабильной игрой, что отличало его позицию и сопровождало всю игровую карьеру. В сезоне 1997-98 тренер «Далласа» Джим Клемонс в нескольких матчах начинал игру без него. В одном конкретном матче это сыграло даже на пользу команде: в апрельской игре против «Портленда» игрок набрал 22 очка, совершил 22 подбора и набрал рекордный в карьере показатель по блок-шотам — 13. Это был всего лишь пятый случай в истории НБА, в которой игрок набрал в одной игре как минимум 20 очков, совершил 20 подборов и 10 блок-шотов. Кроме того, это был первый случай в истории, когда таких показателей добился игрок, вышедший на замену. Игроками, которые записали на свой счёт 20-20-10 в одном матче, были Карим Абдул-Джаббар, Элвин Хейз, Хаким Оладжьювон и Шакил О'Нил. Закончил сезон Брэдли с рекордным для команды результатом в 214 блок-шотов. При этом его показатель в 3,3 блок-шота за матч стал третьим результатом в НБА.
Брэдли отыграл ещё семь сезонов в «Далласе», вплоть до завершения игровой карьеры в 2005 году. В течение этого периода игровые показатели постепенно ухудшались, а его место в составе не было гарантировано, этому мешали травмы и тренерские решения Дона Нельсона. Особенно это отразилось на игре в защите, в которой Брэдли ещё принимал участие, однако в гораздо меньшей степени. В сезоне 2000-01 игрок набрал рекордный для команды показатель по блок-шотам — 228 за сезон, лучший показатель сезона в НБА. «Маверикс» рассматривались как один из претендентов на выход в плей-офф, тем более, что в команде удалось собрать таких звёзд как Стив Нэш и Дирк Новицки. Последний сезон Брэдли закончил с показателями 8,1 очка, 6,3 подбора и 2,5 блок-шота за 23,5 минуты на паркете.

### Международная карьера
В составе национальной сборной Германии вместе с партнером по «Далласу» Дирком Новицки принимал участие в Евробаскете 2001 года в Турции, где сборная заняла четвёртое место. Перед началом турнира игрок принял гражданство Германии.

## Личная жизнь
По состоянию на 2006 год у Шона и его жены Анетт было шестеро детей: дочери Чейни, Чира, Челси, Черити и сыновья Чанс и Час.
В настоящее время он живёт в городе Мюррэй, Юта. Шон играет в бейсбол, занимается водными лыжами и конным спортом. Одним из увлечений Шона является музыка стиля кантри.
Шон Брэдли принадлежит к церкви мормонов. В возрасте 19 лет он два года занимался миссионерской деятельностью в Церкви Иисуса Христа последних дней в Новом Южном Уэльсе, Австралия.
Также Шон является активным участником благотворительных акций. В сезоне 2000-01 года он отдавал $25 за каждый блок-шот специализированному медицинскому учреждению Bryan’s House, который занимался детьми с ВИЧ и СПИДом. Является официальным представителем организации Children’s Miracle Network. Также Брэдли принимал участие в программе «Баскетбол без границ» вместе с другими игроками НБА — Дикембе Мутомбо, Маликом Роузом и Десагана Диопом, в котором они пытались привлечь внимание к положению детей в Африке. Вместе с женой Шон принимал участие в программе Rising Star Outreach, которая была направлена на лечение лепры в Индии.

### Кино и телевидение
Брэдли сыграл в фильме 1996 года Космический джем, в ряду других звёзд НБА — Магси Богза, Ларри Джонсона, Чарльза Баркли и Патрика Юинга. Также сыграл самого себя в эпизоде сериала Крутой Уокер: правосудие по-техасски. Ещё раз в камео выступил в роли автомеханика в фильме The Singles Ward. В 2011 году вместе с другими звёздами спорта Чэдом Льюисом (американский футбол) и Лавэллем Эдвардсом (игрок и тренер, американский футбол) снялся в клипе, посвященном Джиммеру Фредетту. Также появлялся в эпизоде Студии Си.

## Статистика

### Статистика в НБА
| Сезон                                                                                    | Команда     | Регулярный сезон | Регулярный сезон | Регулярный сезон | Регулярный сезон | Регулярный сезон | Регулярный сезон | Регулярный сезон | Регулярный сезон | Регулярный сезон | Регулярный сезон | Регулярный сезон | Серия плей-офф | Серия плей-офф | Серия плей-офф | Серия плей-офф | Серия плей-офф | Серия плей-офф | Серия плей-офф | Серия плей-офф | Серия плей-офф | Серия плей-офф | Серия плей-офф |
| Сезон                                                                                    | Команда     | GP               | GS               | MPG              | FG%              | 3P%              | FT%              | RPG              | APG              | SPG              | BPG              | PPG              | GP             | GS             | MPG            | FG%            | 3P%            | FT%            | RPG            | APG            | SPG            | BPG            | PPG            |
| ---------------------------------------------------------------------------------------- | ----------- | ---------------- | ---------------- | ---------------- | ---------------- | ---------------- | ---------------- | ---------------- | ---------------- | ---------------- | ---------------- | ---------------- | -------------- | -------------- | -------------- | -------------- | -------------- | -------------- | -------------- | -------------- | -------------- | -------------- | -------------- |
| 1993/94                                                                                  | Филадельфия | 49               | 45               | 28,3             | 40,9             | 0,0              | 60,7             | 6,2              | 2,0              | 0,9              | 3,0              | 10,3             | Не участвовал  | Не участвовал  | Не участвовал  | Не участвовал  | Не участвовал  | Не участвовал  | Не участвовал  | Не участвовал  | Не участвовал  | Не участвовал  | Не участвовал  |
| 1994/95                                                                                  | Филадельфия | 82               | 59               | 28,8             | 45,5             | 0,0              | 63,8             | 8,0              | 0,6              | 0,7              | 3,3              | 9,5              | Не участвовал  | Не участвовал  | Не участвовал  | Не участвовал  | Не участвовал  | Не участвовал  | Не участвовал  | Не участвовал  | Не участвовал  | Не участвовал  | Не участвовал  |
| 1995/96                                                                                  | Филадельфия | 12               | 11               | 27,8             | 44,3             | -                | 76,0             | 8,8              | 0,7              | 0,7              | 3,2              | 8,8              | Не участвовал  | Не участвовал  | Не участвовал  | Не участвовал  | Не участвовал  | Не участвовал  | Не участвовал  | Не участвовал  | Не участвовал  | Не участвовал  | Не участвовал  |
| 1995/96                                                                                  | Нью-Джерси  | 67               | 57               | 29,8             | 44,3             | 25,0             | 67,9             | 7,9              | 0,8              | 0,6              | 3,7              | 12,5             | Не участвовал  | Не участвовал  | Не участвовал  | Не участвовал  | Не участвовал  | Не участвовал  | Не участвовал  | Не участвовал  | Не участвовал  | Не участвовал  | Не участвовал  |
| 1996/97                                                                                  | Нью-Джерси  | 40               | 38               | 30,7             | 43,6             | 0,0              | 66,4             | 8,1              | 0,5              | 0,6              | 4,0              | 12,0             | Не участвовал  | Не участвовал  | Не участвовал  | Не участвовал  | Не участвовал  | Не участвовал  | Не участвовал  | Не участвовал  | Не участвовал  | Не участвовал  | Не участвовал  |
| 1996/97                                                                                  | Даллас      | 33               | 32               | 32,1             | 46,1             | 0,0              | 64,2             | 8,7              | 1,0              | 0,5              | 2,7              | 14,6             | Не участвовал  | Не участвовал  | Не участвовал  | Не участвовал  | Не участвовал  | Не участвовал  | Не участвовал  | Не участвовал  | Не участвовал  | Не участвовал  | Не участвовал  |
| 1997/98                                                                                  | Даллас      | 64               | 46               | 28,5             | 42,2             | 33,3             | 72,2             | 8,1              | 0,9              | 0,8              | 3,3              | 11,4             | Не участвовал  | Не участвовал  | Не участвовал  | Не участвовал  | Не участвовал  | Не участвовал  | Не участвовал  | Не участвовал  | Не участвовал  | Не участвовал  | Не участвовал  |
| 1998/99                                                                                  | Даллас      | 49               | 33               | 26,4             | 48,0             | 0,0              | 74,8             | 8,0              | 0,8              | 0,7              | 3,2              | 8,6              | Не участвовал  | Не участвовал  | Не участвовал  | Не участвовал  | Не участвовал  | Не участвовал  | Не участвовал  | Не участвовал  | Не участвовал  | Не участвовал  | Не участвовал  |
| 1999/00                                                                                  | Даллас      | 77               | 54               | 24,7             | 47,9             | 20,0             | 76,5             | 6,5              | 0,8              | 0,9              | 2,5              | 8,4              | Не участвовал  | Не участвовал  | Не участвовал  | Не участвовал  | Не участвовал  | Не участвовал  | Не участвовал  | Не участвовал  | Не участвовал  | Не участвовал  | Не участвовал  |
| 2000/01                                                                                  | Даллас      | 82               | 35               | 24,4             | 49,0             | 16,7             | 78,7             | 7,4              | 0,5              | 0,4              | 2,8              | 7,1              | 10             | 10             | 25,6           | 52,9           | -              | 76,9           | 7,1            | 0,5            | 0,4            | 3,0            | 6,4            |
| 2001/02                                                                                  | Даллас      | 53               | 16               | 14,3             | 47,9             | 0,0              | 92,2             | 3,3              | 0,4              | 0,5              | 1,2              | 4,1              | 7              | 0              | 3,6            | 50,0           | -              | -              | 0,7            | 0,0            | 0,0            | 0,1            | 0,9            |
| 2002/03                                                                                  | Даллас      | 81               | 39               | 21,4             | 53,6             | 0,0              | 80,6             | 5,9              | 0,7              | 0,8              | 2,1              | 6,7              | 17             | 7              | 14,5           | 40,0           | 0,0            | 75,0           | 3,8            | 0,3            | 0,2            | 0,8            | 2,9            |
| 2003/04                                                                                  | Даллас      | 66               | 5                | 11,7             | 47,3             | 0,0              | 83,7             | 2,6              | 0,3              | 0,5              | 1,1              | 3,3              | 2              | 0              | 1,5            | -              | -              | -              | 0,0            | 0,0            | 0,0            | 0,0            | 0,0            |
| 2004/05                                                                                  | Даллас      | 77               | 14               | 11,5             | 45,2             | -                | 68,3             | 2,8              | 0,2              | 0,3              | 0,8              | 2,7              | 7              | 0              | 3,9            | 66,7           | -              | 50,0           | 0,9            | 0,0            | 0,0            | 0,3            | 1,3            |
|                                                                                          | Всего       | 832              | 484              | 23,5             | 45,7             | 10,3             | 71,6             | 6,3              | 0,7              | 0,6              | 2,5              | 8,1              | 43             | 17             | 13,0           | 47,8           | 0,0            | 74,1           | 3,4            | 0,2            | 0,2            | 1,1            | 3,0            |
| Наведите курсор мыши на аббревиатуры в заголовке таблицы, чтобы прочесть их расшифровку. |             |                  |                  |                  |                  |                  |                  |                  |                  |                  |                  |                  |                |                |                |                |                |                |                |                |                |                |                |

### Статистика в NCAA
| Сезон | Команда    | Conf  | Class | GP | GS | MPG  | FG%  | 3P%   | FT%  | RPG | APG | SPG | BPG | PPG  |
| --- | ---------- | ----- | ----- | -- | -- | ---- | ---- | ----- | ---- | --- | --- | --- | --- | ---- |
| 1990/91 | Бригам Янг | WAC   | FR    | 34 | 34 | 28,9 | 51,8 | 100,0 | 69,2 | 7,7 | 1,2 | 0,7 | 5,2 | 14,8 |
| Всего | Всего      | Всего | Всего | 34 | 34 | 28,9 | 51,8 | 100,0 | 69,2 | 7,7 | 1,2 | 0,7 | 5,2 | 14,8 |
| Наведите курсор мыши на аббревиатуры в заголовке таблицы, чтобы прочесть их расшифровку Статистика приведена с сайта sports-reference.com |            |       |       |    |    |      |      |       |      |     |     |     |     |      |